# Rodolfo Fogwill
Rodolfo Enrique Fogwill (né le 15 juillet 1941 à Buenos Aires, où il meurt le 21 août 2010), qui signe de son seul nom de famille, Fogwill, est un sociologue argentin, nouvelliste et romancier.
Fogwill a été professeur à l'université de Buenos Aires, éditeur d'une collection de livres de poésie, essayiste, et chroniqueur spécialisé dans les sujets de communication, la littérature et la politique culturelle. Il a également dirigé des entreprises de publicité et de marketing.
Le succès de sa nouvelle Muchacha punk, qui a reçu le premier prix dans un concours littéraire important en 1980, a marqué le début d' « une intrigue faite de malentendus et de malchances » (selon ses propres termes) qui l'a amené à se consacrer entièrement à l'écriture. Certains de ses textes ont été publiés dans des anthologies diverses éditées aux États-Unis, à Cuba, au Mexique et en Espagne. Son court roman Los Pichiciegos a été l'un des tout  premiers récits à traiter de la guerre des Malouines entre l'Argentine et le Royaume-Uni.

## Publications
- El efecto de realidad, 1979, poésies (L'effet de réalité)
- Las horas de citas, 1980, poésies   (Les heures de rendez-vous)
- Mis muertos punk, 1980, histoires   (Mes morts punk)
- Música japonesa, 1982, nouvelles (Musique japonaise)
- Los pichiciegos, 1983, roman    (traduit aux États-Unis sous le titre Las Malvinas Requiem)
- Ejércitos imaginarios, 1983, nouvelles     (Armées imaginaires)
- Pájaros de la cabeza, 1985, nouvelles   (Des oiseaux dans la tête)
- Partes del todo, 1990, poésies   (Parties du tout)
- La buena nueva, 1990, roman   (La bonne nouvelle)
- Una pálida historia de amor, 1991, roman   (Une pâle histoire d'amour)
- Muchacha punk, 1992, nouvelles (Jeune fille punk)
- Restos diurnos, 1993, roman   (Restes diurnes)
- Cantos de marineros en las pampas, 1998, nouvelles    (Chansons de marins dans les pampas)
- Vivir Afuera, 1998, roman   (Vivre dehors)

Traductions en français
- Muchacha punk, traduit par Isabelle Gugnon, Ed. Passage du Nord/Ouest, 2006
- Sous terre [« Los Pichiciegos, Visiones de une batalla subterránea »], traduit par Séverine Rosset, Ed. Denoël, 2016